# 布賴恩縣 (奧克拉荷馬州)
布賴恩縣（英語：Bryan County）是美国奧克拉荷馬州東南部的一個郡，南以紅河為界與德克萨斯州相望，面積2,443平方公里。根據2020年美國人口普查，共有人口46,067人。縣治杜蘭特（Durant）。該縣成立於1907年7月16日，縣名紀念三度被提名為民主黨總統候選人的威廉·詹宁斯·布莱恩。